# Don’t Miss the Train
Don't Miss the Train to drugi, długogrający album punkrockowego zespołu No Use for a Name. Wydany został 23 października 1992 roku nakładem wytwórni New Red Archives. Doczekał się jednak reedycji w barwach Fat Wreck Chords 23 października 2001 roku. W nowszym wydaniu zmianie uległa okładka płyty.

## Lista utworów
1. "Born Addicted" – 2:40
2. "Thorn In My Side" – 2:18
3. "Looney Toon" – 1:50
4. "TollBridge" – 2:39
5. "Hole" – 1:56
6. "Another Step" – 2:18
7. "Don't Miss The Train" – 2:55
8. "Watching" – 3:04
9. "Punk Points" – 1:56
10. "Tan In A Can" – 2:00
11. "Death Doesn't Care" – 3:21
12. "Get Out Of This Town" – 1:55

## Skład zespołu
- Tony Sly - gitara, wokal
- Steve Papoutsis - bas
- Rory Koff - perkusja
- Chris Dodge - gitara, gitara rytmiczna

## Pozostały personel
- Murray Bowles - fotografie
- Pat Coughlin - produkcja
- Mark Desalvo - projekt okładki
- Chris McCaw - fotografie
- No Use for a Name - aranże
- Nufan - produkcja